# Федеріко Вівіані
Федеріко Вівіані (італ. Federico Viviani; нар. 24 березня 1992, Лекко) — італійський футболіст, півзахисник «Брешії».
Грав за молодіжну збірну Італії.

## Клубна кар'єра
Народився 24 березня 1992 року в місті Лекко. Вихованець юнацьких команд футбольних клубів «Вітербезе» та «Рома». У дорослому футболі дебютував у сезоні 2011/12 у головній команді останнього у Серії A.
Протягом 2014—2015 років здобував ігрову практику, граючи на рівні другого італійського дивізіону за «Падову», «Пескару» та «Латини», захищаючи їх кольори на орендних умовах.
2015 року перебрався до «Верони». За результатами сезону 2015/16 команда втратила місце в елітному італійському дивізіоні, але сам гравець більшу частину наступного сезону все ж провів у Серії A, граючи на правах оренди за «Болонью».
Влітку 2017 року став гравцем команди СПАЛ, що відчайдушно боролося за збереження місця в найвищому дивіхіоні Італії. По ходу сезону 2017/18 був гравцем основного складу команди, утім згодом втратив місце в основі і другу половину наступного сезону провів в оренді у «Фрозіноне», за команду якого майже не грав.
Більшу частину сезону 2019/20 відіграв в оренді за друголіговий «Ліворно», після чого повернувся до команди СПАЛ, що на той час вже також змагалася в Серії B. Після двох сезонів, проведених у цій команді, у серпні 2022 року перебрався до також друголігової «Брешії».

## Виступи за збірні
2011 року дебютував у складі юнацької збірної Італії (U-19), загалом на юнацькому рівні взяв участь у 13 іграх, відзначившись 3 забитими голами.
Протягом 2012—2015 років залучався до складу молодіжної збірної Італії. Був у її складі учасником молодіжного Євро-2015, де італійці не подолали груповий етап. На молодіжному рівні загалом зіграв у 18 офіційних матчах, забив 2 голи.

## Статистика виступів

### Статистика клубних виступів
Станом на 10 вересня 2022
| Сезон              | Команда            | Чемпіонат          | Чемпіонат | Чемпіонат | Національний кубок | Національний кубок | Національний кубок | Континентальні кубки | Континентальні кубки | Континентальні кубки | Інші змагання | Інші змагання | Інші змагання | Усього | Усього |
| Сезон              | Команда            | Ліга               | Ігор      | Голів     | Ліга               | Ігор               | Голів              | Ліга                 | Ігор                 | Голів                | Ліга          | Ігор          | Голів         | Ігор   | Голів  |
| ------------------ | ------------------ | ------------------ | --------- | --------- | ------------------ | ------------------ | ------------------ | -------------------- | -------------------- | -------------------- | ------------- | ------------- | ------------- | ------ | ------ |
| 2011–12            | «Рома»             | A                  | 6         | 0         | КІ                 | 1                  | 0                  | ЛЄ                   | 2                    | 0                    | -             | -             | -             | 9      | 0      |
| 2012–13            | «Падова»           | B                  | 22        | 2         | КІ                 | 1                  | 0                  | -                    | -                    | -                    | -             | -             | -             | 23     | 2      |
| 2013-січ. 2014     | «Пескара»          | B                  | 6         | 2         | КІ                 | 0                  | 0                  | -                    | -                    | -                    | -             | -             | -             | 6      | 2      |
| січ.-черв. 2014    | «Латина»           | B                  | 17+4      | 3+0       | КІ                 | -                  | -                  | -                    | -                    | -                    | -             | -             | -             | 21     | 3      |
| 2014–15            | «Латина»           | B                  | 31        | 8         | КІ                 | 2                  | 0                  | -                    | -                    | -                    | -             | -             | -             | 33     | 8      |
| Усього за «Латину» | Усього за «Латину» | Усього за «Латину» | 48+4      | 11        |                    | 2                  | 0                  |                      | -                    | -                    |               | -             | -             | 54     | 11     |
| 2015–16            | «Верона»           | A                  | 19        | 3         | КІ                 | 1                  | 0                  | -                    | -                    | -                    | -             | -             | -             | 20     | 3      |
| серп. 2016         | «Верона»           | B                  | 0         | 0         | КІ                 | 1                  | 0                  | -                    | -                    | -                    | -             | -             | -             | 1      | 0      |
| Усього за «Верону» | Усього за «Верону» | Усього за «Верону» | 19        | 3         |                    | 2                  | 0                  |                      | -                    | -                    |               | -             | -             | 21     | 3      |
| вер. 2016–17       | «Болонья»          | A                  | 17        | 2         | КІ                 | 0                  | 0                  | -                    | -                    | -                    | -             | -             | -             | 17     | 2      |
| 2017–18            | СПАЛ               | A                  | 29        | 3         | КІ                 | 1                  | 0                  | -                    | -                    | -                    | -             | -             | -             | 30     | 3      |
| 2018-січ. 2019     | СПАЛ               | A                  | 0         | 0         | КІ                 | 1                  | 0                  | -                    | -                    | -                    | -             | -             | -             | 1      | 0      |
| січ.-черв. 2019    | «Фрозіноне»        | A                  | 5         | 0         | КІ                 | 0                  | 0                  | -                    | -                    | -                    | -             | -             | -             | 5      | 0      |
| вер. 2019–20       | «Ліворно»          | B                  | 10        | 0         | КІ                 | 0                  | 0                  | -                    | -                    | -                    | -             | -             | -             | 10     | 0      |
| 2020–21            | СПАЛ               | B                  | 3         | 0         | КІ                 | 2                  | 0                  | -                    | -                    | -                    | -             | -             | -             | 5      | 0      |
| 2021–22            | СПАЛ               | B                  | 21        | 4         | КІ                 | 1                  | 0                  | -                    | -                    | -                    | -             | -             | -             | 22     | 4      |
| серп. 2022         | СПАЛ               | B                  | 1         | 0         | КІ                 | 1                  | 0                  | -                    | -                    | -                    | -             | -             | -             | 2      | 0      |
| Усього за СПАЛ     | Усього за СПАЛ     | Усього за СПАЛ     | 54        | 7         |                    | 6                  | 0                  |                      | -                    | -                    |               | -             | -             | 60     | 7      |
| серп. 2022–23      | «Брешія»           | B                  | 3         | 0         | КІ                 | 0                  | 0                  | -                    | -                    | -                    | -             | -             | -             | 3      | 0      |
| Усього за кар'єру  | Усього за кар'єру  | Усього за кар'єру  | 189+4     | 27        |                    | 12                 | 0                  |                      | 2                    | 0                    |               | -             | -             | 207    | 27     |